# Henrik Nilsson (piłkarz)
Lars Henrik Nilsson (ur. 25 lipca 1972 w Tomelilli) – szwedzki piłkarz występujący na pozycji obrońcy.

## Kariera klubowa
Nilsson karierę rozpoczynał w 1991 roku w pierwszoligowym zespole Malmö FF. Jego barwy reprezentował przez pięć sezonów, a potem odszedł do drugoligowego IFK Hässleholm. Występował tam przez trzy sezony, a potem przeniósł się do także drugoligowej drużyny Landskrona BoIS. W 2001 roku wywalczył z nią awans do pierwszej ligi, a w 2004 roku zakończył karierę.

## Kariera reprezentacyjna
W 1992 roku Nilsson jako członek kadry U-23 wziął udział w Letnich Igrzyskach Olimpijskich, zakończonych przez Szwecję na ćwierćfinale.
W tym samym roku Nilsson zagrał też na Mistrzostwach Europy U-21. Wystąpił na nich w wygranym 1:0 rewanżowym pojedynku finałowego dwumeczu z Włochami. Pierwszy mecz został przegrany przez Szwecję 0:2 i zajęła ona 2. miejsce w turnieju.
W pierwszej reprezentacji Szwecji nie rozegrał żadnego spotkania.